# 髯毛远志
髯毛远志（学名：Polygala barbellata）为远志科远志属下的一个种。

## 扩展阅读
維基物種上的相關：髯毛远志